# Crkva sv. Ante u Postirima
Crkva sv. Ante, crkva u Postirima, zaštićeno kulturno dobro

## Opis dobra
Crkvica sv. Ante smještena je u dnu uvale Postira. Kameno pročelje je okrenuto prema moru, a sa strane vrata su dva manja kvadratna prozora. Na vrhu pročelja je zvonik na preslicu. Jednobrodna crkvica s četvrtastom apsidom presvođena je slomljenim svodom. Podignuta je u 17. st. i tipološki pripada lokalnoj baroknoj arrhitekturi.

## Zaštita
Pod oznakom Z-5346 zavedena je kao nepokretno kulturno dobro - pojedinačno, pravna statusa zaštićena kulturnog dobra, klasificirano kao "sakralna graditeljska baština".

## Vanjske poveznice
|  | Zajednički poslužitelj ima još gradiva o temi Crkva sv. Ante u Postirima |